# Черепаховая кость
Черепаховая кость — материал, получаемый главным образом из панцирей бисс, которые находятся под угрозой исчезновения. Материал широко использовался до 1970-х годов для производства таких товаров как расчёски, очки, медиаторы, украшения и вязальные спицы. С 1973 года торговля продукцией из черепашьей кости запрещена СИТЕС (исключая старые запасы).
Изделия из черепаховой кости обладают красивым внешним видом и долговечностью, а также приятны для кожи человека. Медиаторы для гитар обладают нужной гибкостью и очень долговечны — черепаховые медиаторы могут использоваться годами. Инкрустация на черепаховом панцире весьма ценилась в викторианскую эпоху.
Начиная с 1970-х годов был изобретён ряд материалов, которые имитировали или заменяли черепаховую кость. В частности, для гитарных медиаторов стал использоваться Тортекс, который стал достойной заменой.